# 오리아드

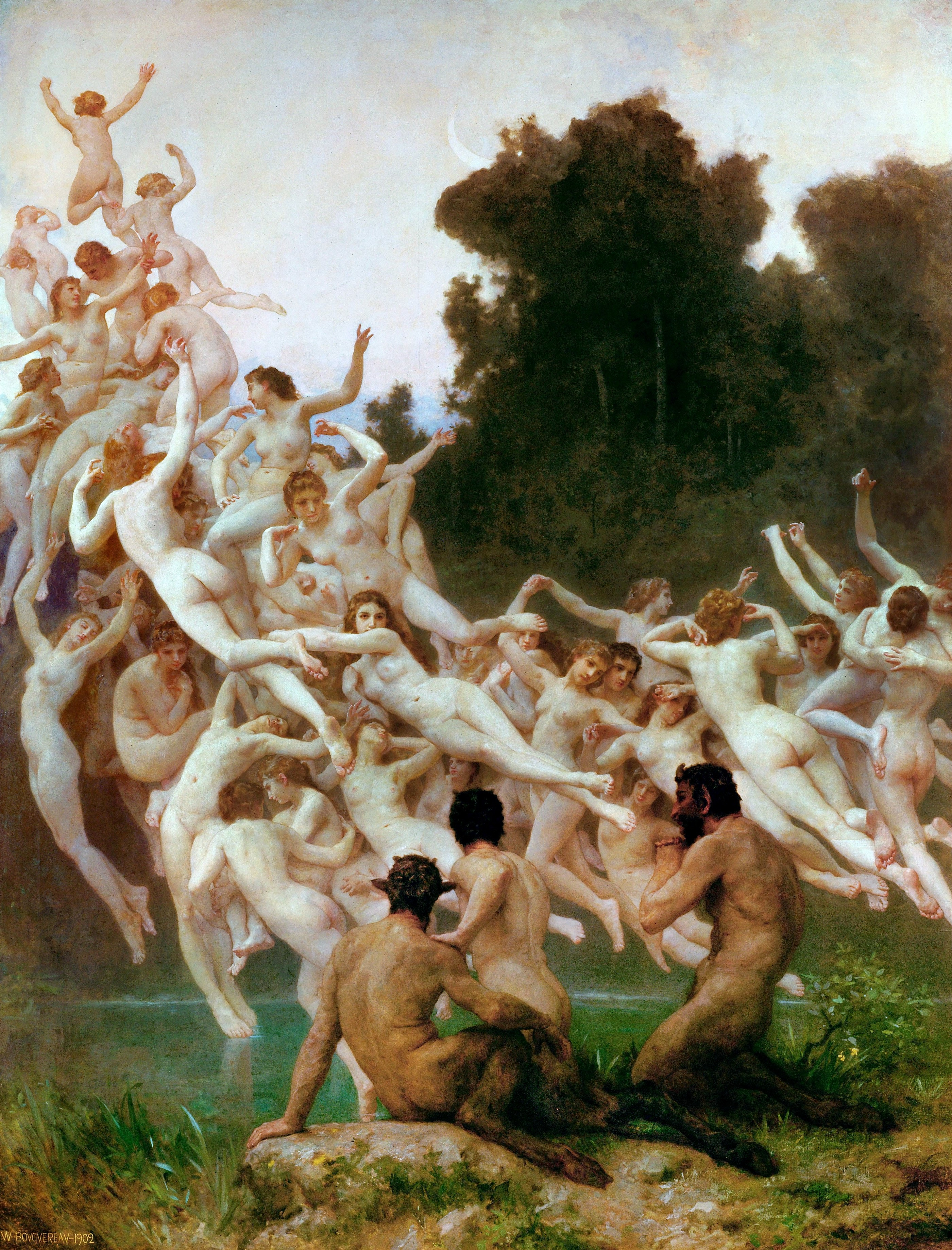
Les Oréades (1902), William-Adolphe Bouguereau, 오르세 미술관

그리스 신화에서 오리아드(고대 그리스어: Ὀρειάς, 라틴어: Oreas/Oread- , 고대 그리스어: ὄρος – 산에서 유래(프랑스어: Oréade) 또는 Orestiad(고대 그리스어: Ὀρεστιάδες, Orestiádes)는 님프이다. 오리아드들은 거주지에 따라 구분된다. 아이다에아에는 아이다 산 에서, 펠리아데스는 펠리온 산 에서 왔다. 신화는 오리아드들을 아르테미스와 연관시켰다. 여신이 사냥을 나갈 때 산과 바위 절벽을 선호했기 때문이다.
일반적인 용어 "오리아드" 자체는 헬레니즘적 용어인 것으로 보인다(아도니스의 비명 (틀:Lang-gr에서 처음으로 입증됨.) 스미르나의 비온, 틀:Fl